# ساکای

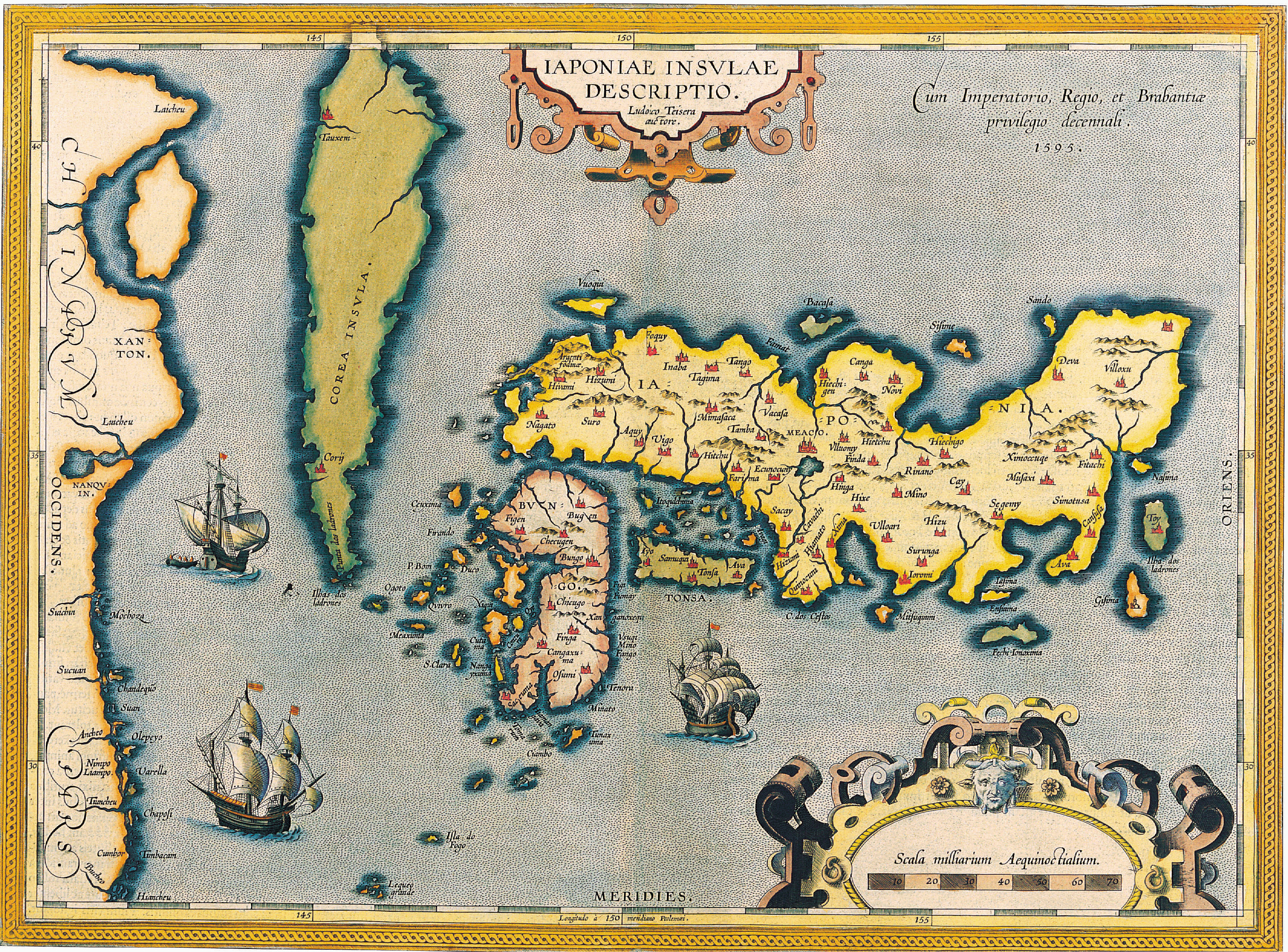
نقشه باستانی از ژاپن

ساکای (به ژاپنی: 堺)؛ به منطقه‌ای در جنوب اوساکا در جوار خلیج اوساکا در ژاپن گفته می‌شود.
از ساکای به عنوان یک منطقه خودمختار و یکی از هشت زایباتسوی بزرگ (دارای قدرت اقتصادی) در دوره سنگوکو نام برده می‌شود.

## دوره موروماچی
ساکای، در ولایت ایزومی، به عنوان شهری که از خودمختاری بالایی برخوردار است، مشهور است. این شهر توسط شورایی متشکل از ۳۶ عضو (تجار ثروتمند) اداره می‌شد.
ساکای از زمان‌های قدیم یک مکان کلیدی بوده است، با یک بندر خوب، بزرگراه کومانو، و نزدیکی آن به کیوتو، که منجر به توسعه سریع در قرون وسطی شد. در دوره موروماچی، بازرگانان ساکای که با خاندان قدرتمند هوسوکاوا از شوگون‌سالاری موروماچی ارتباط داشتند، از طریق تجارت بین ژاپن و دودمان مینگ، پول زیادی به دست آوردند و بعداً کشتی‌های تجاری را به‌طور فعال به ریوکیو و آسیای جنوب شرقی فرستادند.
فرانسیسکو خاویر و دیگران به پرتغال نامه نوشتند و گفتند: "ساکای ثروتمندترین بندر ژاپن است و بیشتر طلا و نقره کشور در آن جمع‌آوری می‌شود، بنابراین اگر ما در اینجا یک پست تجاری (مرکز تجاری) بسازیم برای پرتغال سود زیادی خواهد داشت. همچنین افسانه ای وجود دارد که دختر یک تاجر ثروتمند در ساکای با یک جهیزیه هنگفت با یک نجیب دربار در کیوتو ازدواج کرد و برعکس، بسیاری از فرزندان اشراف فقیر دربار توسط بازرگانان ثروتمند در ساکای به فرزندی پذیرفتند.
به این ترتیب، از دوره موروماچی تا دوره سنگوکو، بازرگانان ثروتمند زیادی با منابع مالی فراوان در ساکای وجود داشتند. آنها ثروتی را که به دست می‌آوردند به معابد اهدا کردند و معابد و زیارتگاه‌هایی برای زندگی پس از مرگ ساختند.

## از بین رفتن خودمختاری در زمان اودا نوبوناگا
در ساکای بیشترین سرمایه برای دفاع از شهرک سرمایه‌گذاری می‌شد. یکی از مبلغان خارجی گفت: «شهر ساکای یک شهر خودمختار است که مانند ونیز شرق توسط خندق‌ها و دیوارها محافظت می‌شود.» با این حال، بازرگانان ثروتمند از قدرت مالی خود برای ساختن خندق‌های عمیق در اطراف شهر استفاده کردند برای تأمین امنیت شهر مزدوران استخدام کرد.
به عنوان مثال، هیبیا ریوکی، یک تاجر ثروتمند در ساکای، گفته می‌شود که ۳۰۰ نفر از افراد خود یک کشتی دزدان دریایی را دفع کرده‌اند، و تاجران ثروتمند احتمالاً هزاران سرباز در کل شهر خود داشتند این تعداد با اربابان فئودال قدرتمند دوره سنگوکو قابل مقایسه است. در همان زمان به نظر می‌رسد که او به فئودال‌های همسایه پول می‌داد و آنها را به عنوان محافظ وادار می‌کرد.
این اودا نوبوناگا بود که خودمختاری ساکای را از بین برد. نوبوناگا که به کیوتو رفت و شوگون سالاری موروماچی را احیا کرد، از ساکای خواست ۲۰۰۰۰ کان (وجوه نظامی) فراهم کند و تهدید کرد که در صورت برآورده نشدن این درخواست، سرباز خواهد فرستاد.
برای بازرگانان ثروتمند ساکای، این مقدار پول را نمی‌توان مقدار زیادی پول نامید و پیروی از خواسته‌های نوبوناگا به معنای کنار گذاشتن خودمختاری قبلی و پیوستن به ارتش نوبوناگا بود. با این حال، در نهایت مشخص شد که این امکان‌پذیر نیست و ساکای به سرزمینی تحت کنترل مستقیم نوبوناگا تبدیل شد.